# 佐善明
佐善 明（さぜん あきら、1936年〈昭和11年〉4月3日 - 1991年〈平成3年〉3月23日）は、日本の洋画家。千葉大学工学部工業意匠学科教授。

## 略歴
新潟県新潟市東大畑通（現 新潟市中央区東大畑通）出身。1955年（昭和30年）3月に新潟高等学校を卒業、1960年（昭和35年）3月に新潟大学教育学部芸能科絵画科を卒業、4月から千葉大学工業短期大学部工業意匠科で教務員として勤務。
1976年（昭和51年）10月に文化庁芸術家在外研修員としてアメリカに渡り、1年間、カリフォルニア大学ロサンゼルス校とマサチューセッツ工科大学で客員研究員として研修。
1983年（昭和58年）に千葉大学工学部工業意匠学科教授に就任。
1985年（昭和60年）10月に文部省在外研究員として再びアメリカに渡り、1年間、カリフォルニア大学ロサンゼルス校芸術学部デザイン科で客員教授として勤務。
1991年（平成3年）3月23日午前1時45分に千葉県千葉市亥鼻（現 千葉市中央区亥鼻）の千葉大学医学部附属病院で心不全のため死去、54歳没。
ソラリゼーションやフォトモンタージュなどの写真の技法を油彩画に採り入れ、実像と虚像を対比させた。

## 所属団体
- 1973年（昭和48年） - 新制作協会（1979年〈昭和54年〉に運営委員に就任）[6]
- 1975年（昭和50年） - 日本美術家連盟、日本デザイン学会[6]
- 1976年（昭和51年） - 国際美術家連盟（スペイン語版）[6]

## 表彰
- 1955年（昭和30年） - 第19回新制作協会展 初入選[6]
- 1966年（昭和41年） - 第1回日本ディスプレイ協会賞[6]
- 1967年（昭和42年） - 日本パッケージデザイン展 通産省繊維局長賞[6]
- 1969年（昭和44年） - 第33回新制作協会展 新作家賞『悲しみよ躍べ』・『嘘で固めた告白』[6]
- 1970年（昭和45年） - 第34回新制作協会展 新作家賞『PLASTIC FLOWER AGE』・『ソフィスティケートな出会い』[6]
- 1979年（昭和54年） - 第22回安井賞展 初入選[7]
- 日本サインデザイン協会賞 B類銀賞[8]

## 親族
- 佐善圭 - 長男、彫刻家。

## 論文
- CiNii収録論文 - CiNii